# 近藤産興
近藤産興株式会社（こんどうさんこう）は、愛知県名古屋市南区に本社を置く、総合レンタル事業を主とする企業である。

## 業務
イベント事業
イベント企画の立案から会場設営・撤去までの総合サービス
商品レンタル事業
仮装衣装・ビジネス用品・生活用品等の総合レンタル・サービス
介護用品レンタル事業
介護用品・機器の総合レンタル・サービス
建設機材レンタル事業
建設現場における仮設機材・機器全般の総合レンタル・サービス
プロダクト事業
塗装工事・営繕・リフォーム工事・機械整備・製作・補修工事
産業廃棄物処理事業
産業廃棄物の収集・処理

## 概要
塗装業として創業後、徐々に規模を拡大したが、現在でも自前の塗装部門を保有している。
1970年代半ばには、マクドネル・ダグラスからジェット旅客機を約27億円で購入し、18年間アメリカン航空に貸し出していた。
2019年末から流行している新型コロナウイルス感染症の影響により東京五輪を含むイベントの仕事が激減し、イベント部門の売り上げが見込みの7、8割にまで激減した。
副社長である近藤昌三は2020年9月の朝日新聞の取材に対し、イベント部門は苦戦しているが、建設機材や介護機器レンタル部門は堅調なため、経営の根幹を揺らぐ事態には至っていないと話している。
毎月1〜2回程度出稿している中日新聞朝刊の題字下広告や後述のCMなどにより、東海3県内での知名度は高い。

## 事業所所在地

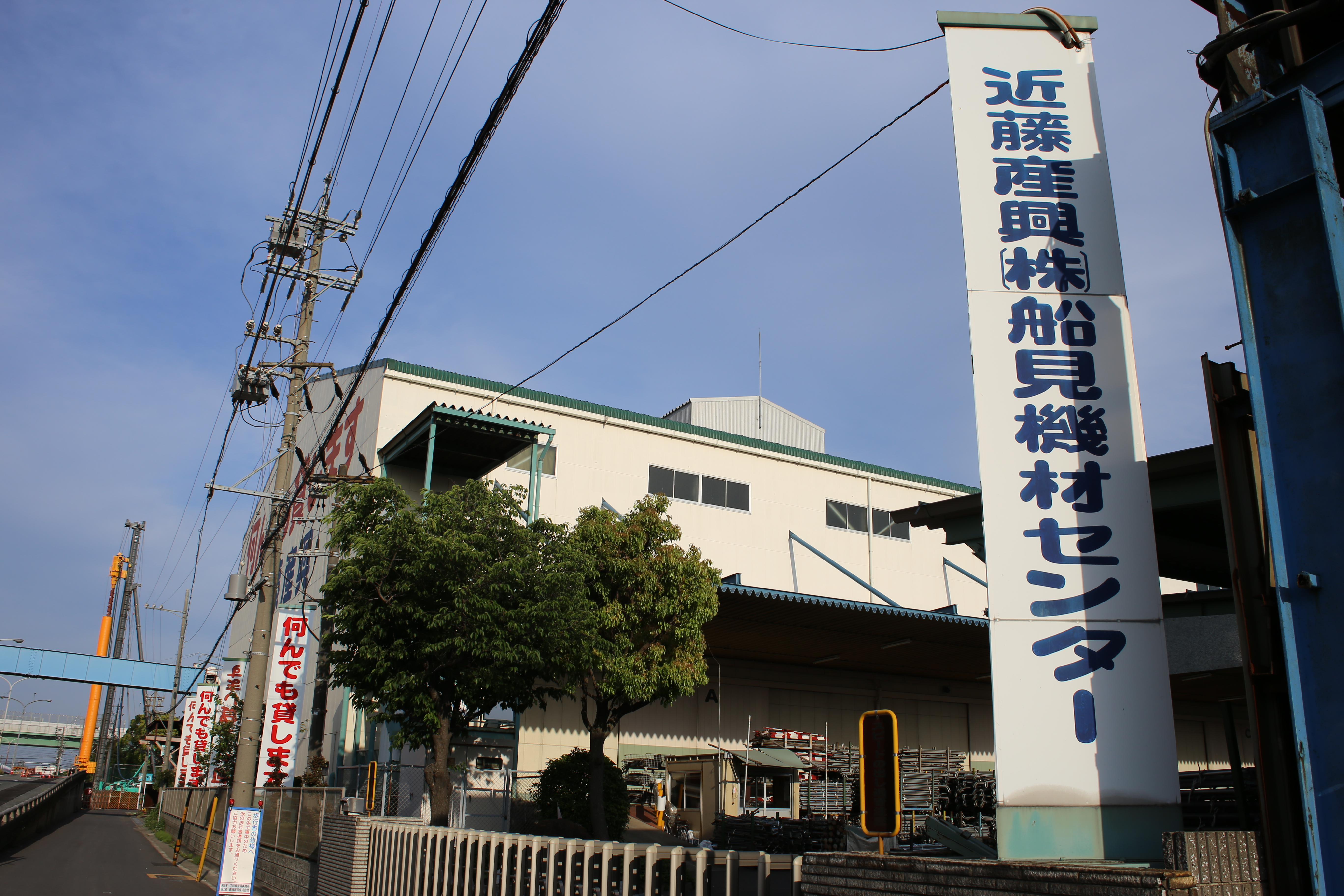
船見機材センター（2015年5月）

全て愛知県内に所在。
本社
名古屋市南区浜田町1-10
機材センター
名古屋市南区浜田町（本社内）、名古屋市南区堤起町（宝生機材センター）、名古屋市港区（船見機材センター）、東海市（東海機材センター）、半田市（半田機材センター）、岡崎市（岡崎機材センター）、愛知郡東郷町（白土機材センター）
機械整備補修工事営業所・工場
岡崎市（岡崎営業所）、清須市（枇杷島営業所）、名古屋市南区（星崎工場）
産業廃棄物処理工場
海部郡飛島村（飛島工場）

## CM
テレビ愛知の特定放送枠内で同社のテレビCMが、CBCラジオでラジオCMが放送されている。テレビCMでは主にイベント用品・機材のレンタルについてのPRを、ラジオCMでは健康をお貸しできないことを断った上で介護用品のレンタルについてのPRを行っている。
特にテレビCMは、バブル期のメイクにバニーガール，ドレス，和服という格好で三味線やマラカスなどを手にした3人の「貸します娘」（かしまし娘のパロディ）がその他多数と踊りながらCMソングを歌うという内容で、アナログ放送時代の1987年から同じ映像が使われ続けており、地上デジタル放送へ完全移行後は4:3の画面比率の映像の左右に“何んでも貸します”と文字が入った静止画の中央に従来のCM映像を当て込んだものが放映されている。それ以前には貸します娘が別人で、CMソングの音程も微妙に異なるバージョンや、貸します娘そのものが出ないバージョンがあったが、基本構成だけはどれも現在放送中のものと同じである。長年にわたりほぼ同じ内容で放送され続けていることから、東海地方のご当地CMとしての地位を確立しており、地元愛知県出身のお笑いコンビ・スピードワゴンが読売テレビ・日本テレビ系列全国ネット番組『秘密のケンミンSHOW』の中でCMソングを歌い、朝日放送『探偵!ナイトスクープ』でもCMソングが調査依頼対象となるなど、改めてこのCMが東海3県で知名度が高いことを示した。
現在放送中のバージョンは、近藤産興の公式サイト内で視聴することができる。

### 提供番組
- 森田一義アワー 笑っていいとも! （東海テレビ）
- ミックスパイください（CBCテレビ）
- 5時SATマガジン（中京テレビ）
- 電波結社バババ団（中京テレビ）
- 深夜映画放送枠（テレビ愛知）
- 深夜海外ドラマ放送枠（テレビ愛知）
- テレビdeラジオ ヨロシク!DJ （テレビ愛知）
- BANG! （テレビ愛知）
- どらぐら（深夜時代、テレビ愛知）
- a-ha-N （テレビ愛知）
- やりすぎコージー（深夜時代、テレビ愛知）
- キンコンヒルズ（テレビ愛知）
- うぇぶたまww （テレビ愛知）
- メッセ弾（テレビ愛知）
- 内村さまぁ〜ず（テレビ愛知）
- BACKSTAGE（CBCテレビ・TBS系列）- 2020年9月20日放送分にて初めて全国ネットで流された。
- 東海ラジオ ガッツナイター（東海ラジオ）
- CBCドラゴンズナイター（CBCラジオ）

### 提供コーナーを持つ番組
- つボイノリオの聞けば聞くほど（CBCラジオ）
- ツー快!お昼ドキッ（CBCラジオ）
- ごごイチ（CBCラジオ）
- 北野誠のズバリ（CBCラジオ）
- きくち教児の楽気!DAY（土曜日、東海ラジオ）